# Typomètre
Le typomètre est une règle graduée sur un côté en millimètres et, de l’autre côté, en points typographiques. Le typomètre est utilisé dans tous les métiers de l’imprimerie.
Les typomètres plus perfectionnés peuvent également mesurer l’interlignage, l’épaisseur des filets, la force de corps, la valeur d’un grisé… 
Le typomètre sert donc à reproduire une mise en pages en mesurant tous ses éléments.

Typomètre avec, en haut, les millimètres et demi-millimètres et, en bas, les points picas, regroupés par trois, six et douze points.

Dès 1897, l’Allemand  A. W. Faber propose des règles coulissantes permettant aux typographes de mesurer et de calculer plus facilement leurs mises en page. De nombreux modèles seront en usage jusqu’à l’apparition du numérique et de l’informatique.

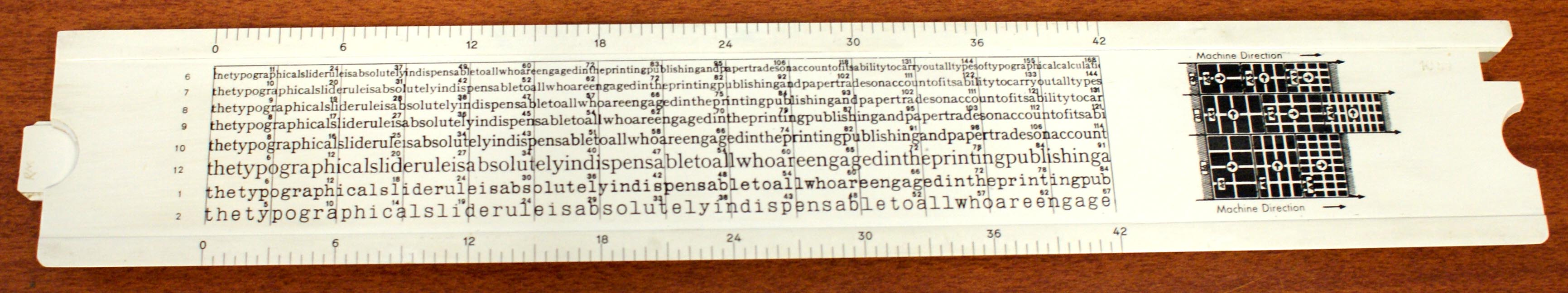
Une des dernières évolutions du typomètre, une « règle à calcul » destinée établir la mise en pages d’un texte.

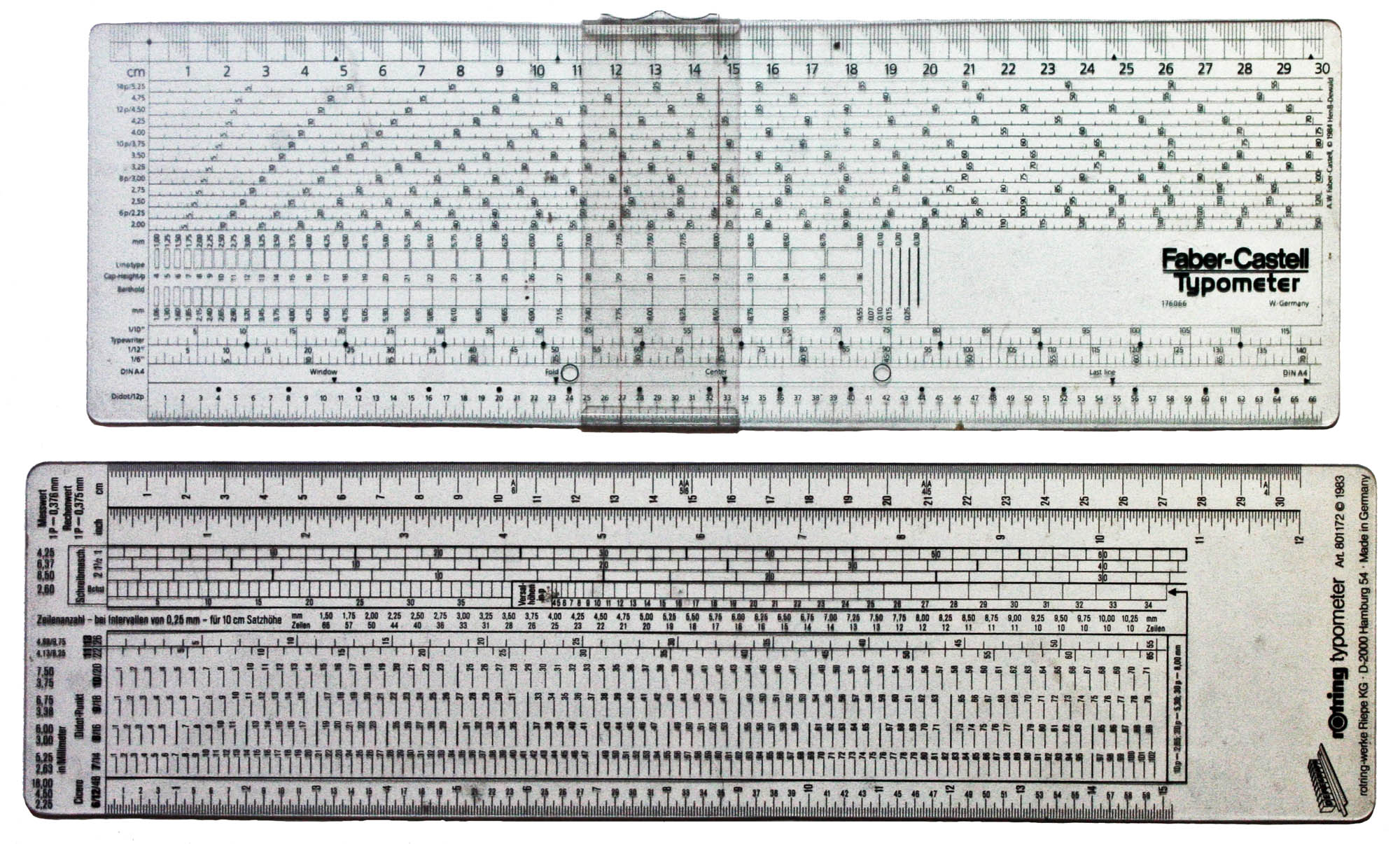
Deux typomètres en matière plastique, années 1980